# زخم گوارشی
زخم گوارشی یا اولسر پپتیک (peptic ulcer disease) به معنی نوعی آسیب خوش‌خیم به مخاط و زیرمخاط دستگاه گوارش در ناحیهٔ معده، دوازدهه (اثنی‌عشر) و گاهی بخش پایانی مری گفته می‌شود. معمولاً بین ترشح اسید معده و این آسیب ارتباط وجود دارد ولی امروزه عامل اصلی این زخم‌ها را وجود و تکثیر باکتری هلیکوباکتر پیلوری می‌دانند که از راه‌های مختلفی از جمله آسیب به لایه محافظ مخاط معده موجب ایجاد زخم معده می‌شود؛ از این‌رو درمان اصلی یک درمان آنتی‌بیوتیکی است. احتمال شیوع این بیماری ۶ تا ۱۵ درصد است.
بسته به محل آسیب مخاطی ما زخم معده یا دوازدهه را داریم. زخم معده اغلب همراه با زخم دوازدهه است و در مردان سیگاری، میانسال یا مسن، با گروه خونی O و پراسترس بیشتر دیده می‌شود. زخمهای معده با سرعت کمتری از زخم اثنی عشر التیام می‌یابند، بیشتر احتمال بدخیمی دارند و اغلب همراه با التهاب معده (گاستریت) هستند.

## علائم
علایم بیماری درد ناحیه فوقانی شکم (اپی گاستر) و سوزش سردل، سوء هاضمه و وجود خون در مدفوع است.علائم بیماری های گوارشی معمولا در شب بدتر می شود مثل درد معده که در شب و هنگام خواب بدتر و موجب حالت تهوع و استفراغ می شود.
معمولاً درد مدت کوتاهی پس از مصرف غذا یا در زمان گرسنگی ایجاد می‌شود. عکس رادیوگرافی پس از بلع باریم و آندوسکوپی در تشخیص ممکن است مفید باشد. اکثر زخمها کوچک هستند (با قطر کمتر از ۲ سانتیمتر). پراکندگی زخمهای پپتیک معده معمولاً در آنتر (ابتدای معده) است.

مرگ و میر ناشی از بیماری زخم معده به ازای هر میلیون نفر در سال ۲۰۱۲

## درمان
زخم گوارشی بدون درمان تمایل به عود دارد. در خصوص رژیم غذایی سختگیری کمتر از گذشته‌است و بیشتر تأکید بر عدم مصرف مواد اسیدی و ترش، مواد داغ و سوزاننده، ترشیجات، ادویه تند، الکل، نوشابه‌های گازدار و… است. همچنین در خصوص مصرف برخی داروها به خصوص داروهای ضد التهاب غیر استروئیدی و کورتون باید احتیاط کرد. داروهای آنتی اسید مانند هیدروکسید منیزیوم و آلومینیوم، بلوک‌کننده ترشح اسید مانند امپرازول، بلوک‌کننده گیرنده نوع دو هیستامین مانند رانیتیدین، سایمتدین و داروهایی مانند سوکرالفیت و بیسموت در درمان زخم معده به کار می‌رود. ترک سیگار و الکل توصیه می‌شود. از عوارض زخم معده خونریزی گوارشی (GIB)، سوراخ شدن معده و راه یافتن اسید و ترشحات به حفره صفاق، انسداد گوارشی و بروز بدخیمی (سرطان معده) در زمینه زخم است. به ندرت جراحی ضروری است. ترک سیگار ضروری است.
امروزه جراحی به ندرت لازم است و فقط در درمان عوارض زخم پپتیک مانند تنگی پیلور و زخمهای کاملاً مقاوم به درمان دارویی مطرح می‌شود. عوارض خطرناک بیماری سوراخ شدن دوازدهه، خون‌ریزی گوارشی و انسداد گوارشی است.